# 山の楽校 (八戸市)
山の楽校（やまのがっこう）は、青森県八戸市南郷にある観光交流施設。

## 概要
旧南郷村の旧増田小中学校（2002年に廃校）の校舎を活用に2005年6月にオープンした。正式名称は「青葉湖展望交流施設」。
校舎の隣接地にはそば畑とひまわり畑が広がっており、施設の名所になっている。

## 活動内容
田舎の伝統文化を守る目的で、地元農家で作られていた味噌や手打ちそば教室が開かれている。
- 体験メニュー
  - そば打ち（10人以上の場合は事前予約が必要）
  - てんぽせんべい焼き（10人以上の場合は事前予約が必要）
  - 豆腐づくり（要予約）
  - 味噌づくり（要予約）
  - 炭焼き(年2回)
- 農家レストラン - 南郷地区のそばを食べることができるレストラン。（営業時間10：00～14：00）
- ひまわりの摘み取り体験 - 毎年8月下旬に隣接地のひまわり畑で体験できる[1]。

季節により、青葉湖ウオークや雪蛍まつりが開催されている。また、山の楽校の活動を支えるため、年間サポーターも募集されている。

## アクセス
- 鉄道
  - JR八戸駅から車で40分
  - 八戸自動車道南郷ICから車で10分